# Paysage d'hiver (Avercamp)
Pour les articles homonymes, voir Paysage d'hiver (homonymie).
Paysage d'hiver est un tableau peint par Hendrick Avercamp vers 1608. Cette huile sur panneau est conservée au Rijksmuseum d'Amsterdam, aux Pays-Bas.
Inspiré par les scènes hivernales peintes par Brueghel dans les années 1560, le thème, qui montre des patineurs et des traîneaux jouant, glissant et se divertissant avec bonheur sur la glace est à la fois un paysage et une scène de genre animée par de nombreux personnages. Comparée aux autres peintures d'Avercamp traitant le même sujet, celle-ci se distingue par son ampleur panoramique, la richesse des détails et la finesse particulière de sa facture.